# Küchenradio

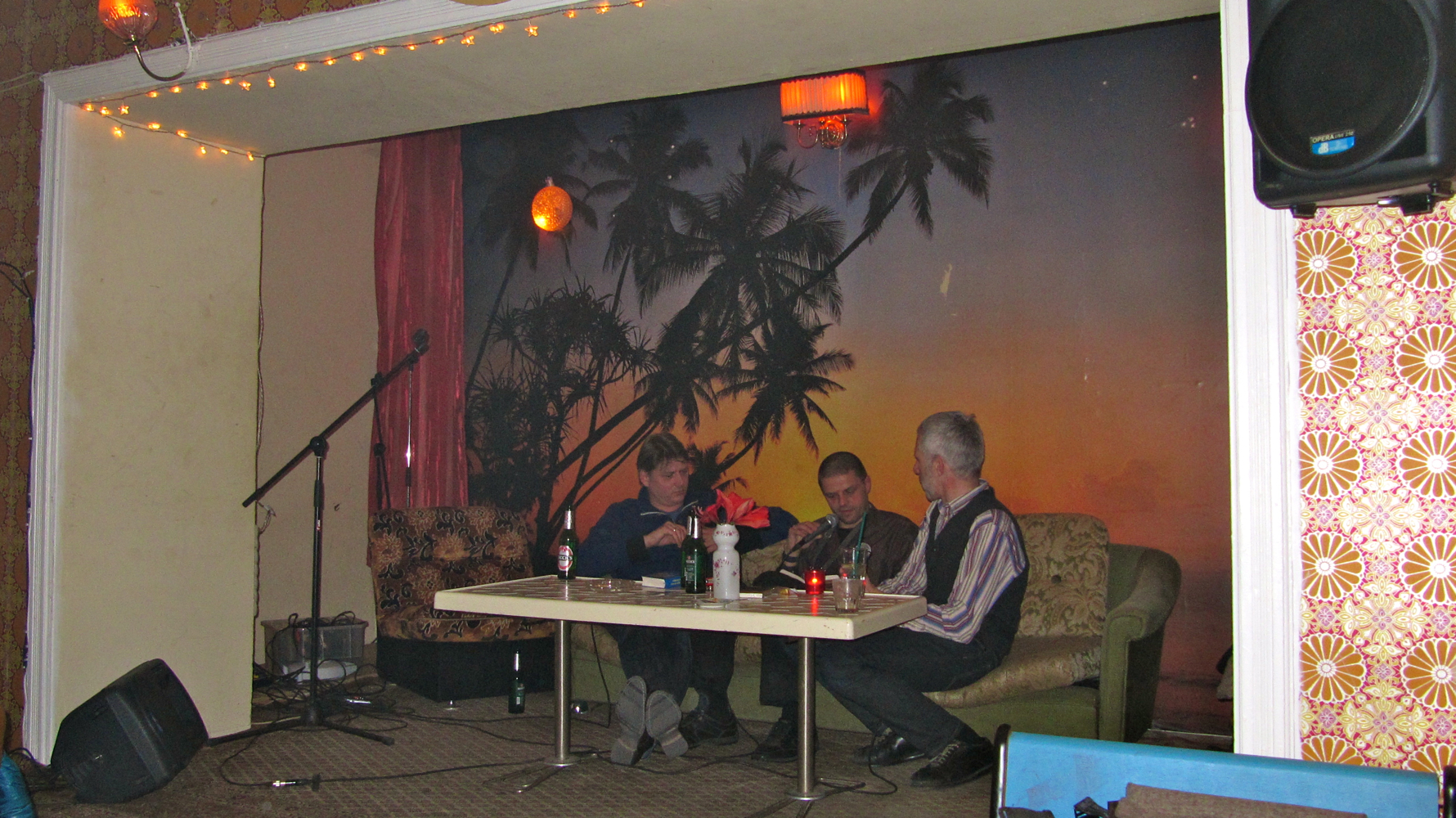
Öffentliche Küchenradio-Aufnahme mit Falko Hennig, 22. Februar 2011

Das Küchenradio ist ein seit dem Frühjahr 2005 bestehender deutschsprachiger Podcast im Talkshow-Format. Der Name leitet sich von dem ursprünglich häufigsten Gesprächsort ab, einer Küche im Berliner Ortsteil Prenzlauer Berg. Mittlerweile wird auch oft von einem anderen Ort – als Außentermin – gesendet.

## Konzept
Die vier Podcaster – die Journalisten Philip Banse („Doc Phil“), Andreas Baum („Onkel Andi“), Katja Bigalke („Frau Katja“) und Gerd Brendel („Cindy“) – interviewen üblicherweise an einem Dienstagabend einen Gast zu einem Thema. Die Sendung wird häufig als Livestream direkt übertragen. Zunächst gab es nur einen Audio-Stream, mittlerweile wird auf der Website auch manchmal ein Video-Stream angeboten. Außerdem gibt es während der Sendung einen Chat im Kanal #kuechenradio auf Freenode. Es ist möglich, während der Sendung Fragen zu stellen und mit Philip Banse in Kontakt zu treten, der den Chat mitliest. Der Beginn der Sendungen wird über Twitter angekündigt. Mitunter werden die Sendungen auch öffentlich, d. h. vor Publikum, aufgenommen. Das Gespräch wird später ungeschnitten ins Netz gestellt und ist als Podcast verfügbar.

## Geschichte
2006 war das Küchenradio für den Grimme Online Award nominiert.
Von Januar bis Mai 2008 reiste Cindy auf dem Landweg nach Indien und berichtete als Korrespondent von den Stationen dieser Reise. Unter anderem interviewte Cindy auch Manvendra Singh Gohil.
Im April 2010, fünf Jahre nach der Veröffentlichung der ersten Folge, wurde angekündigt, das Team wolle von nun an nicht mehr gemeinsam an neuen Ausgaben arbeiten, weil es zu Konflikten über die weitere Entwicklung des Podcasts gekommen war. Es würden aber weitere Folgen produziert.
Das sechsjährige Bestehen des Podcasts wurde am 27. April 2011 mit einer Livesendung aus dem Berliner Lokal Soupanova gefeiert, bei der „das komplette und versöhnte Küchenradio-Team“ auf der Bühne teilnahm. Damit sei das Küchenradio „einer der ältesten noch lebenden deutschen Podcasts“. Gäste der Folge waren die beiden Twitterer MSPro und Bosch. Bislang wurden 415 Folgen (Stand: 15. April 2024) produziert.
Das Küchenradio-Mitglied Philip Banse produziert neben dem Küchenradio weitere Podcasts. Sie sind zu dem Portal kuechenstud.io zusammengefasst worden, von dem das Küchenradio ein Teil ist. Weitere Podcasts in diesem Portal sind:
- Mein Freund der Baum, in dem sich Andreas Baum und Andrea Frey über belletristische Literatur unterhalten, die sie meistens auch gelesen haben; außerdem
- zwischen 2016 und 2020 die Lage der Nation von Philip Banse und Ulf Buermeyer, die inzwischen eigenständig ist. In dieser werden in der Regel wöchentlich aktuelle politische Ereignisse zusammengefasst und bewertet.
- Mittlerweile seltener bediente bzw. inaktive Formate auf dem Portal sind das Medienradio, studienwahl.tv, die Datenschau über Datenjournalismus und das Bundesradio.[5]

## Prominente Gäste im Küchenradio
- Güner Yasemin Balcı (KR215, 3. Juni 2009)
- Andreas Baum (KR302, 13. September 2011; KR312, 22. Dezember 2011)
- Markus Beckedahl (KR102, 23. Mai 2007)
- Fabian Busch (KR075, 7. November 2006)
- DJ Ipek (KR247, 2. März 2010)
- Otto Fricke (KR218, 30. Juni 2009)
- Peter Glaser (KR067, 5. September 2006; KR212, 14. Mai 2009)
- Volker Grassmuck (KR068, 11. September 2006)
- Helene Hegemann (KR206, 1. April 2009)
- Falko Hennig (KR144, 4. März 2008)
- Andrej Holm (KR252, 14. März 2010; KR268,21. Juli 2010)
- Wladimir Kaminer (KR063, 9. August 2006)
- Jürgen Kuttner (KR101, 20. Mai 2007)
- Wolfgang Nešković (KR127, 13. November 2007; KR362, 7. August 2013)
- Tim Pritlove (KR044, 1. März 2006; KR114, 12. August 2007; KR186, 12. November 2008)
- Sophie Rois (KR042, 15. Februar 2006)
- Bruno Schirra (KR204, 18. März 2009)
- Daniel Schmitt von WikiLeaks (KR200, 17. Februar 2009; KR254, 29. März 2010)
- Jürgen Tautz (KR277, 20. Oktober 2010)
- Klaus Zapf (KR214, 27. Mai 2009)
- Martin Delius (KR344, 27. November 2012; KR382, 2. Mai 2015)